# Esvatinijski lilangeni
Esvatinijski lilangeni (prije: Svazijski lilangeni) (simbol: L / E, kod: SZL) je službena valuta afričke države Esvatini. Novčanice i kovanice izdaje Središnja banka Esvatinija (swa. Umntsholi Wemaswati) te je platežno sredstvo u zemlji zajedno uz južnoafrički rand (uz koji je valuta vezana).
Kao znak valute koriste se slova L ili E (ovisno radi li se o jednini ili množini). Tako se kovanica od jednog lilangena označava kao L1 a sve iznad toga slovom E. Razlog tome je što valuta kod množine ima naziv emalangeni pa onda primjerice govorimo o 50 emalangena odnosno E50. Slično je i kod lesotskog lotija.
Stoti dio lilangena je cent.

## Povijest
Svazijski lilangeni je predstavljen 1974. godine kao nova valuta unutar Zajedničkog monetarnog područja kojeg obuhvaćaju Južna Afrika, Svazi i Lesoto. Lilangeni je vezan uz južnoafrički rand s tečajem 1:1.

## Novčanice
6. rujna 1974. monetarne vlasti Svazija predstavile su apoene od jednog lilangena te od 2, 5 i 10 emalangena. Nakon četiri godine uslijedilo je uvođenje novčanice od 20 emalangena. 1981. Središnja banka Svazilanda je preuzela na sebe svu proizvodnju nacionalnog papirnog novca čime se proslavio dijamantni jubilej kralja Sobhuze II.
1990. je uvedena novčanica od 50 emalangena dok su 1995. novčanice od 2 i 5 emalangena zamijenjene kovanicama. U razdoblju od 1996. do 1998. predstavljene su i novčanice od 100 i 200 emalangena s time da je potonji apoen uveden u čast 30. obljetnice nezavisnosti Svazija.
5. rujna 2008. Središnja banka Svazilanda je predstavila nove novčanice od 100 i 200 emalangena kako bi se obilježio 40. rođendan kralja Mswatija III. i 40 godina nacionalne nezavisnosti.
1. studenog 2010. Središnja banka Svazilanda ponovo izdaje novu seriju novčanica, ovaj puta zbog uvođenja sigurnosnih značajki na apoenima.

### Izgled novčanica
| Novčanice svazijskog lilangena | Novčanice svazijskog lilangena | Novčanice svazijskog lilangena | Novčanice svazijskog lilangena                | Novčanice svazijskog lilangena    |
| Image                          | Apoen                          | Prednja strana                 | Stražnja strana                               | Vodeni žig                        |
| ------------------------------ | ------------------------------ | ------------------------------ | --------------------------------------------- | --------------------------------- |
|                                | 10 emalangeni                  | Kralj Mswati III               | Princeza od Ncwale (kraljevska svečanost)     | Kralj Mswati III i elektrotip 10  |
|                                | 20 emalangeni                  | Kralj Mswati III               | Cvijet, kukuruz, ananas, kormilo i rafinerija | Kralj Mswati III i elektrotip 20  |
|                                | 50 emalangeni                  | Kralj Mswati III               | Zgrada Središnje banke Svazilanda             | Kralj Mswati III i elektrotip 50  |
|                                | 100 emalangeni                 | Kralj Mswati III               | Slon, nosorog, lav, cvijeće i ptice           | Kralj Mswati III i elektrotip 100 |
|                                | 200 emalangeni                 | Kralj Mswati III               | Svazijske kolibe, koze, ratnik i stijena      | Kralj Mswati III i elektrotip 200 |

## Kovanice
1974. godine predstavljene su kovanice od 1, 2, 5, 10, 20 i 50 centi te jednog lilangena. Kovanice od jednog i dva centa bile su presvučene broncom a ostali od bakro-nikla. Dok je kovanica od jednog lilangena bila okruglog oblika ostale su bile kvadratičaste sa zaobljenim uglovima.
Kasnije su se mijenjali materijali za izradu kovanica. Tako su se dva centa proizvodila od čelika presvučenog bakrom a kovanica od jednog lilangena od nikal-mesinga.
1992. su uslijedile kovanice od 5 i 10 centi od čelika presvučenog niklom te od jednog lilangena od čelika presvučenog nikal-mesingom. 1995. predstavljene su i kovanice od 2 i 5 emalangena.
Kovanica od jednog lilangena je istih dimenzija kao i kovanica od jedne britanske funte. Zbog toga se ponekad te kovanice koriste na prijevaru u britanskim automat klubovima. Prema tečaju iz 2010., 1 lilangeni je iznosio 0,09 GBP.
| Yahoo! Finance: | AUD CAD CHF EUR GBP HKD JPY USD |
| XE.com:         | AUD CAD CHF EUR GBP HKD JPY USD |

## Vanjske poveznice
- Središnja banka Esvatinija
- Chester L. Krause i Clifford Mishler, "Standard Catalog of World Coins: 1801–1991 (18. izdanje)", 1991., Krause Publications, ISBN 0873411501.
- Albert Pick, "Standard Catalog of World Paper Money: General Issues", Colin R. Bruce II i Neil Shafer (editors) (7. izdanje), 1994., Krause Publications, ISBN 0-87341-207-9.